# Солевые пальцы
Солевые пальцы — это явление парадоксального перемешивания морской воды в ситуации, когда распределение солёности и температуры по глубине является гравитационно устойчивым, и неустойчивость Рэлея — Тейлора развиваться не может. Приводящая к перемешиванию неустойчивость возникает за счёт того, что диффузия соли идёт медленнее по сравнению с теплопроводностью. Это явление представляет собой частный случай двойной диффузии.

## Механизм образования
Рассмотрим ситуацию, в которой более тёплая и солёная вода находится над более холодной и пресной водой, причём наверху плотность воды ниже, чем внизу. На первый взгляд, это состояние является гравитационно устойчивым. Однако пусть небольшой объём тёплой солёной воды переместится вниз, в более холодную и пресную область. Температура этого объёма за счёт теплообмена понизится быстрее, чем концентрация соли в нём — за счёт диффузии. Таким образом, он станет плотнее окружающей воды и продолжит погружаться дальше. Подобным образом небольшой объём холодной пресной воды, перемещённый кверху, получит тепло за счёт теплообмена быстрее, чем в него диффундирует соль, что сделает его легче, и он продолжит всплывать.
Можно описать развитие этой неустойчивости и иначе. Тепло распространяется от верхних слоёв воды к нижним гораздо быстрее, чем соль диффундирует от нижних слоёв к верхним. В результате нагрева нижних холодных слоёв их плотность уменьшается до такой степени, что она становится меньше плотности верхних тёплых слоёв (которые к тому же охлаждаются, что увеличивает их плотность). Так возникает инверсное распределение плотности, которое приводит к развитию неустойчивость Рэлея — Тейлора.

## История открытия
Теория образования солевых пальцев была предложена в 1960 году Малвином Штерном (Melvin Stern). Полевые измерения были проведены Раймондом Шмиттом (Raymond Schmitt) из Вудсхольского Океанологического Института, Майком Греггом (Mike Gregg) и Эриком Кунзе (Eric Kunze) из Университета Вашингтона, Сиэтл.
Интересная область, в которой наблюдаются солевые пальцы, находится в Карибском море, где образуется «ступенчатая» вертикальная структура воды, в которой чередуются хорошо перемешанные слои толщиной несколько метров, простирающиеся по горизонтали на сотни километров.